# Dorcadion petrovitzi
Dorcadion petrovitzi är en skalbaggsart som beskrevs av Heyrovský 1964. Dorcadion petrovitzi ingår i släktet Dorcadion och familjen långhorningar. Inga underarter finns listade i Catalogue of Life.